# Austin Bradford Hill
Austin Bradford Hill (Londres, 8 de julho de 1897 – 18 de abril de 1991) foi um epidemiologista e estatístico inglês, pioneiro no estudo do acaso do ensaio clínico e, juntamente com Richard Doll, foi o primeiro a demonstrar a ligação entre o uso do cigarro e o câncer de pulmão.
Hill é amplamente conhecido pelos Critérios de Hill, conjunto de critérios para a determinação de uma associação causal.